# Classificació dels països del Banc Mundial
El Banc Mundial classifica els països del món, amb propòsits analítics i operatius, segons llur Renda Nacional Bruta (RNB) per capita—mesurament abans conegut com a Producte Nacional Brut (PNB). Hi ha tres categories: països de renda alta, països de renda mitjana i països de renda baixa. Sovint, la categoria de renda mitjana se subdivideix en països de renda mitjana-superior (o mitjana-alta) i països de renda mitjana-inferior (o mitjana-baixa). El Banc Mundial complementa aquesta classificació amb dues altres, una de geogràfica i una categoria de préstecs.
La classificació dels països es realitza cada any l'1 de juliol basada en la Renda Nacional Bruta per capita calculada segons el mètode d'Atlas de l'any anterior. La classificació més recent es va realitzar el 2010, basada en la renda per capita del 2009, i els límits són, en dòlars dels Estats Units:
- economies de renda baixa: $995 o menys;
- economies de renda mitjana-inferior: $996 a $3,945;
- economies de renda mitjana-superior: $3,946 a $12,195;
- economies de renda alta: més de $12,196

Les economies de renda baixa i renda mitjana sovint es coneixen com a països en vies de desenvolupament, tot i que això no vol dir que totes les economies que hi consten estan experimentant un desenvolupament similar ni que hagin assolit algun tipus de desenvolupament preferencial o final; de fet aquesta classificació no implica cap tipus d'estatus de desenvolupament. Per exemple, alguns països han aconseguit una renda per capita alta, sovint mitjançant l'explotació dels recursos naturals abundants—com ara el petroli o el coure—sense haver diversificat llurs economies ni haver millorat les qualitat de vida de la majoria de la població.
Aquestes categories es complementen amb les categories regionals. S'inclouen en categories geogràfiques només els països de renda baixa i mitjana. N'hi ha sis, de categories regionals:
- Àsia de l'Est i Pacífic
- Europa i Àsia Central
- Amèrica Llatina i el Carib
- Orient Pròxim i el Nord d'Àfrica
- Àsia del Sud
- Àfrica Sub-sahariana

Finalment, hi ha la categoria de préstecs. Només els països amb renda baixa o mitjana són classificats en alguna de dues categories de préstecs:
- els països de l'IDA (de l'anglès International Development Association, "Associació Internacional de Desenvolupament") que agrupa als països més pobres. Segons les dades de la Renda Nacional Bruta del 2009, aquesta categoria inclou els països amb $1.165 de renda per capita o menys, i que no tenen l'habilitat financera per a sol·licitar préstecs de l'IBRD. Els préstecs de l'IDA són amb zero interès destinats a programes per al creixement econòmic i per a millorar les condicions de vida;
- els països de l'IBRD (de l'anglès, International Bank for Reconstruction and Development, "Banc Internacional per a la Reconstrucció i el Desenvolupament").